# Drávacsepely megállóhely
Drávacsepely megállóhely egy Baranya vármegyei vasúti megállóhely, amit a MÁV üzemeltetett a névadó Drávacsepely közigazgatási területén, az áthaladó vasútvonal 2007-es bezárásáig.

## Vasútvonalak
A megállóhelyet az alábbi vasútvonalak érintik:
- Középrigóc–Villány-vasútvonal

## Kapcsolódó állomások
A vasúti megállóhelyhez az alábbi állomások vannak a legközelebb:
- Kémes megállóhely (Középrigóc–Villány-vasútvonal)
- Kovácshida megállóhely (Középrigóc–Villány-vasútvonal)

## Forgalom
A vasúti forgalom a megállóhelyen és a rajta áthaladó vasútvonal egy szakaszán 2007. március 4. óta szünetel.

## Megközelítése
A megállóhely Drávacsepely belterületétől északra helyezkedett el, külterületek között; közúti megközelítését az 5804-es út és a faluba vezető, 58 124-es számú bekötőút elágazásánál, az ellenkező irányban (északnak) kiágazó önkormányzati út biztosította.